# Pierre Lagier
Pour les articles homonymes, voir Lagier.
 (janvier 2010).
Si vous disposez d'ouvrages ou d'articles de référence ou si vous connaissez des sites web de qualité traitant du thème abordé ici, merci de compléter l'article en donnant les références utiles à sa vérifiabilité et en les liant à la section « Notes et références ».
Pierre Lagier, né le 23 mars 1949 à Brive dans la Corrèze, est un journaliste, écrivain et intervenant en communication français.

## Biographie
Pierre Lagier a travaillé comme journaliste, notamment au journal La Montagne à Clermont-Ferrand. Il est aussi intervenant en communication et romancier.
Il a publié son premier roman en 2001 aux éditions Jean-Claude Lattès. Il a depuis publié cinq autres romans aux éditions Souny et deux aux éditions Buchet-Chastel : Fais de beaux rêves en 2010 et Nous dormirons ensemble en 2011.